# لینگشان، هاینان
لینگشان، هاینان (به لاتین: Lingshan) یک شهرک در جمهوری خلق چین است که در بخش میلان واقع شده‌است.